# Деваштич (район)
Район Деваштич (тадж. Ноҳияи Деваштич) — административный район в Согдийской области Республики Таджикистан.

## История
Образован 5 января 1944 года как Ганчинский район. В состав района вошли 4 кишлачных совета Ура-Тюбинского района и 1 кишлачный совет Калининабадского района. Районный центр — посёлок городского типа Ганчи, расположенный в 64 км юго-западнее города Худжанда.
Решением Правительства Республики Таджикистан № 29 от 2 февраля 2016 года и Постановлением Национального Совета Высшего Собрания РТ № 204 от 3 марта 2016 года Ганчинский район переименован в район Деваштич.

## География
Территория района Деваштич составляет 1588,7 км². Расположен между Туркестанским хребтом и Ферганской долиной. На севере граничит с Зафарабадским и Спитаменским районами, на западе — с Истаравшанским и Шахристанским районами, на юге — с Айнинским и Горно-Матчинским районами Согдийской области Таджикистана, на востоке — с Лейлекским районом Баткенской области Кыргызстана.

## Население
Население по оценке на 1 января 2022 года составляет 182 100 человек, в том числе городское (в посёлке городского типа Ганчи) — 7,5 % или 13 700 человек.
| Численность населения | Численность населения | Численность населения | Численность населения | Численность населения | Численность населения | Численность населения | Численность населения |
| 2003                  | 2004                  | 2005                  | 2006                  | 2007                  | 2008                  | 2009                  | 2019                  |
| --------------------- | --------------------- | --------------------- | --------------------- | --------------------- | --------------------- | --------------------- | --------------------- |
| 122 800               | ↗125 600              | ↗128 200              | ↗130 900              | ↗133 900              | ↗136 800              | ↗140 000              | ↗169 600              |
| 2020                  | 2021                  | 2022                  |                       |                       |                       |                       |                       |
| ↗173 500              | ↗178 900              | ↗182100               |                       |                       |                       |                       |                       |

## Административно-территориальное деление
В состав района Деваштич входят 1 посёлок городского типа (Ганчи) и 7 сельских общин (тадж. ҷамоат):
| Сельская община | Население (2015) |
| --------------- | ---------------- |
| Ганчи, пгт      | 11,800           |
| Дальёни-Боло    | 23,670           |
| Газантарак      | 17,801           |
| Исмоили Сомони  | 13,970           |
| Муджун          | 27,835           |
| Росровут        | 14,419           |
| Вахдат          | 31,955           |
| Яхтан           | 15,060           |

Главой района Деваштич и Главой правительства является Председатель Хукумата, который назначается Президентом Республики Таджикистан. Законодательный орган района Деваштич — Маджлис народных депутатов, который избирается всенародно на 5 лет.